# مدارس الفن التشكيلي
تعددت وتنوعت وكثرت المذاهب والأشكال الفنية والتشكيلية في أوروبا بعد انقضاء ونهاية فترة الفن المسيحي الذي انتشر وتعدد في القرون والعصور والأزمنة الوسطى فسطع وظهر فن النهضة    في أوائل القرن الخامس عشر وصاحب ذلك اعتزاز وتفاخر الفنان بفرديته وموهبته بدلا من إن يكون ذائبا في مجتمع كبير، إلا إن التغيرات والأحداث الدينية والسياسية والفكرية التي ظهرت في المجتمع خدمة الطبقة عام 1600 ميلادية كان لها دور في ظهور فن الباروك الذي كان في خدمة الطبقة البرجوازية وطراز الروكوكو الذي ارتبط بالعائلات والأسر الحاكمة، على أن طراز الروكوكو اختفي من فرنسا بعد قيام واندلاع الثورة الفرنسية عام 1789 ميلادية وظهر بها طراز فني استمد من مقوماته الفنون الإغريقية الرومانية باسم الكلاسيكية العائدة. وتوالت وتتابعت الحركات الفنية والتشكيلية في الغرب منذ مطلع القرن التاسع عشر فظهرت الرومانتية والطبيعية والواقعية.....ولأول مرة في تاريخ الفنون نرى ونجد إن الهجوم التشكيلي للفن يخضع لتأثير العلم والاكتشافات الجديدة والحديثة حيث بدأ العلماء يبحثون في علاقة الضوء بالألوان كما اخترعت آلة التصوير الشمسي وساهمت هذه الأحداث في ازدهار وابراز المذهب التأثيري..... وما إن نصل إلى القرن العشرين حتى نقابل ونشاهد ونجد مذاهب جديدة من أبرزها وأهمها المذاهب التكعيبية والوحشية والمستقبلية.....وعندما اندلعت الحرب العالمية الأولى أثرت الفوضى التي عمت الدول والبلاد في المجتمعات الإنسانية وانفعلت طائفة من الفنانين والفنانين التشكيلين تبحث عن الشهرة بالأهوال والمآسي فضربوا بالقيم الجمالية التي ورثها الفنانون عن أجدادهم عرض الحائط وأخرجوا أعمالا شاذة وغريبة تحارب الفن عرفت باسم - الدادا - واختتمت هذه الحركات المتعددة بحركتي السريالية والتجريدية والتشكيلية وتهدف وتسعى وتنشد الأولى إلى الغوص والتعمق والبحث في أعمال وفن عدم الإحساس واللاشعور على حين تسعى وتهدف وتنشد الثانية إلى الغوص والتعمق والبحث في فن وجمال الأشكال اللامعقولة واللاموضوعية والهندسية.   

## المدرسة الكلاسيكية
قبل أن نتكلم ونتحدث عن المدرسة الكلاسيكية في الفن يجدر بنا وحرى بنا أن نعرف ونتعرف على المعنى الذي يكمن خلف هذا الاسم أو المسمى (كلاسيك)، لقد جرت العادة على أن نطلق لفظ كلاسيكي على الشئ التقليدي أو القديم، بل نطلق هذا اللفظ على الشخص الذي يتمسك بالنظم السابقة التقليدية دون تغيير أو إضافة. والحقيقة أن لفظ كلاسيكية هو مفردة يونانية وتعني (الطراز الأول) أو الممتاز أو المثل النموذجي، حيث أعتمد اليونان في فنهم الأصول الجمالية المثالية، فنشاهد ونرى في رسوماتهم ومنحوتاتهم رسوما وأشكالا للرجال أو النساء وقد اختاروا الكمال الجسماني للرجال والجمالي المثالي في النساء، فقد كانوا ينحتون أو يرسمون الأنسان في وضع مثالي ونسب مثالية، لقد ظهر الرجل في أعمالهم الفنية وكانه عملاق أو بطل كمال جسماني، وظهرت النساء وكأنهن ملكات جمال، فالمفهوم الكلاسيكي كان عندهم هو الأفضل، بل المثال والجودة.....
وقبل أن تستخدم هذه الكلمة في القرن الثامن عشر كانت الكلاسيكية قد أنبعثت من جديد في إيطاليا، في بداية القرن الخامس عشر، إذا كانت حينذاك نهضة شاملة في كافة ميادين العلم شملت فن الرسم والنحت، وقد تركز في تلك الفترة الاهتمام بالأصوال الإغريقية في الفنون الجميلة، ثم نادت مجموعة من الفنانين بإحياء التقاليد الإغريقية والرومانية، والتي كانت أثارها في فن النحت والعمارة والتصوير تنتشر في إنحاء إيطاليا.
ومن أشهر فناني هذه المدرسة الفنان المعروف (ليوناردو دا فينشي) في فن التصوير والرسم و (مايكل أنجلوا) في فن النحت والعمارة وغيرهم، وقد سميت فترة هؤلاء بفترة العصر الذهبي، واعتبرت أعلى المراحل الفنية في عصر النهضة، وكان ذلك في القرن السادس عشر، ومن أشهر أعمال الفنان ليوناردو دا فينشي لوحة (الجيوكندا) أو ما تسمى بالموناليزا، أما أشهر أعمال مايكل أنجلوا فهو تمثال موسى.

## المدرسة الواقعية
–جاءت المدرسة الواقعية ردا على المدرسة الرومانسية، فقد أعتقد أصحاب هذه المدرسة بضرورة معالجة الواقع برسم أشكال الواقع كما هي، وتسليط الأضواء على جوانب هامة يريد الفنان إيصالها للجمهور بأسلوب يسجل الواقع بدقائقه دون غرابة أو نفور.
فالمدرسة الواقعية ركزت على الاتجاه الموضوعي، وجعلت المنطق الموضوعي أكثر أهمية من الذات فصور الرسام الحياة اليومية بصدق وأمانة، دون أن يدخل ذاته في الموضوع، بل يتجرد الرسام عن الموضوع في نقلة كما ينبغي أن يكون، أنه يعالج مشاكل المجتمع من خلال حياته اليومية، أنه يبشر بالحلول.
لقد اختلفت الواقعية عن الرومانسية من حيث ذاتية الرسام، إذ ترى الواقعية أن ذاتية الفنان يجب أن لا تطغى على الموضوع، ولكن الرومانسية ترى خلاف ذلك، إذ تعد العمل الفني إحساس الفنان الذاتي وطريقته الخاصة في نقل مشاعره للآخرين.
أن المدرسة الواقعية هي مدرسة الشعب، أي عامة الناس بمستوياتهم جميعا، ويصفها عز الدين إسماعيل عندما يتحدث مقارنا فنانا رومانسيا بفنان واقعي قائلا: كان (ديلاكروا) وهو فنان رومانسي يرى أن على الفنان أن يصور الواقع نفسه من خلال رؤيته الذاتية في حين ذهب كوربيه وهو فنان واقعي إلى ضرورة تصوير الأشياء الواقعية القائمة في الوجود خارج الإنسان، وأن يلتزم في هذا التصوير الموضوعية التي تنكمش أمامها الصفة الذاتية، وان يستخدم في هذا التصوير أسلوباً واضحا دقيق الصياغة وأن يختار موضوعة من واقع الحياة اليومية، فينفذ بذلك إلى حياة الجماهير، يعالج مشكلاتهم ويبصر بالحلول، ويجعل من عمله الفني على الإجمال وسيلة اتصال بالجماهير.
ويعتبر الفنان كوربيه من أهم أعلام المدرسة الواقعية فقد صور العديد من اللوحات التي تعكس الواقع الاجتماعي في عصره، حيث أنه أعتقد أن الواقعية هي الطريق الوحيد لخلاص أمته والجدير بالذكر أن الفنان كوربيه فنان فرنسي ريفي بدأ حياته بتصوير حياة الطبقات الغنية ثم سار على النهج الباروكي في الفن، وهو فن أهتم بتصوير حياة الطبقات الغنية، ثم سار على نهج الروامنسيين، وفي عام 1848 م بدأ يفكر في ترك الحركة الرومانسية، بعد أن أقتنع أنها هرب من الواقع ولجوء إلى الخيال والذاتية، إذ يقول أنني لا أستطيع أن ارسم ملاكا؛ لأنه لم يسبق لي أن شاهدته.
وعلى أية حال فقد صور الفنان كوربيه العديد من الأعمال الفنية ومن أشهرها لوحة (المرسم) ولوحة (الجناز) وهي من أشهر أعماله إذ صور فيها كنازه لشخص وفي الجنازة صورة لكلب المتوفي، وكانه يحس بالحزن، وقد وقف مع المشيعين وكأنه يشيع صاحبه، فالصورة تعكس واقعية صادقة لذلك المشهد.
وكذلك يعد الفنان (كارفاجيو) فنانا واقعيا، والجدير بالذكر أن الفنان (كارفاجيو) إيطالي الجنسية، ظهر في القرن السادس عشر، في فترة سابقة لعصر كوربيه، ومن أشهر لوحاته (العشاء) ويشاهد بها مجموعة من الأشخاص، وقد أمتاز أسلوبه بتوزيع الأضاءة الصناعية في اللوحة والدي الافاها أيوب قريرو.

## المدرسة الرومانسية
مدرسة سيليا ظهرت المدرسة الرومانسية الفنية في أواخر القرن الثامن عشر وأوائل القرن التاسع عشر، وفسرت إلى حد بعيد ذلك التطور الحضاري في ذلك الوقت، الذي ابتدأ مع تقدم العلم وتوسع المعرفة.
وتعتمد الرومانسية على العاطفة والخيال والإلهام أكثر من المنطق، وتميل هذه المدرسة الفنية إلى التعبير عن العواطف والأحاسيس والتصرفات التلقائية الحرة، كما اختار الفنان الرومانسي موضوعات غريبة غير مألوفة في الفن، مثل المناظر الشرقية، وكذلك اشتهرت في المدرسة الرومانسية المناظر الطبيعية المؤثرة المليئة بالأحاسيس والعواطف، مما أدى إلى اكتشاف قدرة جديدة لحركات الفرشاة المندمجة في الألوان النابضة بالحياة، وإثارة العواطف القومية والوطنية والمبالغة في تصوير المشاهد الدرامية.
ويؤمن فنان الرومانسية بأن الحقيقة والجمال في العقل وليس في العين، لم تهتم المدرسة الرومانسية الفنية بالحياة المألوفة اليومية، بل سعت وراء عوالم بعيدة من الماضي، ووجهت أضواءها على ظلام القرون الوسطى، ونفذت إلى ما وراء أسرار الشرق حيث الخي
وكان من أهم وأشهر فناني الرومانسية كل من (يوجيه دي لاكرواه) و (جاريكو) فقد صور لاكوروا العديد من اللوحات الفنية، ومن أشهرها لوحة الحرية تقود الشعب، وفي هذه اللوحة عبر الفنان عن الثورة العارمة التي التي ملأت نفوس الشعب الكادح، وصور فيها فرنسا على شكل امرأة ترفع علما ومعها الشعب الفرنسي في حالة أندفاع مثير وبيدها اليسرى بندقة، وعلى يسارها طفل يحمل مسدسين، وكأنه يقول لنا أن الغضب يجتاح نفوس عامة الشعب، ومن أعماله أيضا خيول خارجة من البحر.
اما الفنان (جريكو) فقد صور الكثير من الموضوعات الفنية، من بينها لوحة كانت سببا في تعريفه بالجمهور، وهي لوحة غرق الميدوزا، وهي حادثة تعرضت لها سفينة بعرض البحر وتحطمت هذه السفينة ولم يبق منها سوى بعض العوارض الخشبية التي تشبث بها بعض من بقوا أحياء للنجاة، ففي هذه اللوحة صور الفنان صارع الإنسان مع الطب
ويؤمن فنان الرومانسية بأن الحقيقة والجمال في العقل وليس في العين، لم تهتم المدرسة الرومانسية الفنية بالحياة المألوفة اليومية، بل سعت وراء عوالم بعيدة من الماضي، ووجهت أضواءها على ظلام القرون الوسطى، ونفذت إلى ما وراء أسرار الشرق حيث الخي
وكان من أهم وأشهر فناني الرومانسية كل من (يوجيه دي لاكرواه) و (جاريكو) فقد صور لاكوروا العديد من اللوحات الفنية، ومن أشهرها لوحة الحرية تقود الشعب، وفي هذه اللوحة عبر الفنان عن الثورة العارمة التي التي ملأت نفوس الشعب الكادح، وصور فيها فرنسا على شكل امرأة ترفع علما ومعها الشعب الفرنسي في حالة أندفاع مثير وبيدها اليسرى بندقة، وعلى يسارها طفل يحمل مسدسين، وكأنه يقول لنا أن الغضب يجتاح نفوس عامة الشعب، ومن أعماله أيضا خيول خارجة من البحر.
اما الفنان (جريكو) فقد صور الكثير من الموضوعات الفنية، من بينها لوحة كانت سببا في تعريفه بالجمهور، وهي لوحة غرق الميدوزا، وهي حادثة تعرضت لها سفينة بعرض البحر وتحطمت هذه السفينة ولم يبق منها سوى بعض العوارض الخشبية التي تشبث بها بعض من بقوا أحياء للنجاة، ففي هذه اللوحة صور الفنان صارع الإنسان مع الطب

## المدرسة الوحشية
المدرسة الوحشية اتجاه فني قام على التقاليد التي سبقته، واهتم الوحشيون بالضوء المتجانس والبناء المسطح فكانت سطوح ألوانهم تتألف دون استخدام الظل والنور، أي دون استخدام القيم اللونية، فقد اعتمدوا على الشدة اللونية بطبقة واحدة من اللون، ثم اعتمدت هذه المدرسة أسلوب التبسيط في الإشانت أشبه سم البدائي إلى حد مجريد أو التبسيط في الفن الإسلامي، خاصة أن رائد هذه المدرسة الفنان (هنري ماتيس) الذي استخدم عناصر زخرفية إسلامية في لوحة النباتية الإسلامية.
أما سبب تسمية هذه المدرسة بالوحشية فيعود إلى عام 1906 م، عندما قامت مجموعة من الشبان الذين يؤمنون باتجاه التبسيط في الفن، والاعتماد على البديهة في رسم الأشكال قامت هذه المجموعة بعرض أعمالها الفنية في المستقلين، فلما شاهدها الناقد (لويس فوكسيل) وشاهد تمثالا للنحات (دوناتللو) بين أعمال هذه الجماعة التي امتازت بألوانها الصارخة، قال فوكسيل دوناتللو بين الوحوش، فسميت بعد ذلك بالوحشية، لانها طغت على الأساليب القديمة، مثل التمثال الذي كان معروضا حيث أنتج بأسلوب تقليدي قديم، ويعد ذلك أصبح الفنان (هنري ماتيس) رائدا وعلما من أعلام هذه المدرسة ثم الفنان (جورج رووه).

## المدرسة التكعيبية.
المدرسة التكعيبية هي ذلك الأتجاه الفني الذي أتخذ من الأشكال الهندسية أساسا لبناء العمل الفني إذا قامت هذه المدرسة على الأعتقاد بنظرية التبلور التعدينية التي تعتبر الهندسة أصولا للأجسام. أعتمدت التكعيبية الخط الهندسي أساسا لكل شكل كما ذكرنا فاستخدم فنانوها الخط المستقيم والخط المنحني، فكانت الأشكال فيها اما أسطوانيه أو كرويه، وكذلك ظهر المربع والأشكال الهندسية المسطحة في المساحات التي تحيط بالموضوع، وتنوعت المساحات الهندسية في الأشكال تبعا لتنوع الخطوط والأشكال واتجاهاتها المختلفة، لقد كان سيزان المهد الأول للأتجاه التكعيبي، ولكن الدعامة الرئيسية هو الفنان (بابلو بيكاسو) لاستمراره في تبينها وتطويرها مدة طويلة من الزمن.
كان هدف التكعيبية ليس التركيز على الأشياء، وإنما على أشكالها المستقلة التي حددت بخطوط هندسية صارمة، فقد أعتقد التكعيبيون أنهم جعلوا من الأشياء المرئية ومن الواقع شكلا فنيا، كانت بداية هذه الحركة المرحلة التي بدأها الفنان سيزان بين عامي 1907/1909 وتعتبر المرحلة الأولى من التكعيبية والمرحلة الثانية هي المرحلة التكعيبية التحليلية، ويقصد بها تحليل الأشكال في الطبيعة وإعادة بناءها بطريقة جديدة وقد بدأت هذه المرحلة عام 1910 / 1912 م إذ حلل الفنان فيها أشكاله بدقة، وأظهر اجزاء الأشكال بأسلوب تكعيبي.
وتمثل المرحلة الثالثة الصورة الموحدة التكوين، وتبدأ من عام 1913 / 1914 م وركزت على رسم وموضوع مترابط وواضح المعالم.

## المدرسة التجريدية
اهتمت المدرسة التجريدية الفنية بالأصل الطبيعي، ورؤيته من زاوية هندسية، حيث تتحول المناظر إلى مجرد مثلثات ومربعات ودوائر، وتظهر اللوحة التجريدية أشبه ما تكون بقصاصات الورق المتراكمة أو بقطاعات من الصخور أو أشكال السحب، أي مجرد قطع إيقاعية مترابطة ليست لها دلائل بصرية مباشرة، وإن كانت تحمل في طياتها شيئاً من خلاصة التجربة التشكيلية التي مر بها الفنان. 
المذهب التجريدي في الرسم، يسعى إلى البحث عن جوهر الأشياء والتعبير عنها في أشكال موجزة تحمل في داخلها الخبرات الفنية، التي أثارت وجدان الفنان التجريدي. وكلمة تجريد تعني التخلص من كل آثار الواقع والارتباط به، فالجسم الكروي تجريد لعدد كبير من الأشكال التي تحمل هذا الطابع كالتفاحة، والشمس، وكرة اللعب، وما إلى ذلك، فالشكل الواحد قد يوحي بمعان متعددة، فيبدو للمشاهد أكثر ثراء. لا تهتم المدرسة التجريدية بالأشكال الساكنة فقط، ولكن أيضاً بالأشكال المتحركة خاصة ما تحدثه بتأثير الضوء، كما في ظلال أوراق الأشجار التي يبعثه ضوء الشمس الموجه عليها، حيث تظهر الظلال كمساحات متكررة تحصر فراغات ضوئية فاتحة، ولا تبدو الأوراق بشكلها الطبيعي عندما تكون ظلالاً، بل يشكل تجريدي، وقد نجح الفنان كاندسكي، وهو أحد فناني التجريدية العالميين في بث الروح في مربعاته، ومستطيلاته، ودوائره، وخطوطه المستقيمة أو المنحنية، بإعطائها لوناً معيناً وترتيبها وفق نظام معين، ويبدو هذا واضحاً في لوحته تكوين التي رسمها عام 1914 م، ويعتبر فن التجريد الزخرفي أحد الفروع الحديثة في الفن التجريدي وهو الفن التشكيلي الذي يعتمد على تجريد الأشكال الحقيقية أو الخيالية بإتباع أسلوب يميزه في الأشكال والألوان والخطوط مع التأكيد على إدخال الجانب الزخرفي والجمالي في لوحاته بحيث تعطي شكل ومضمون جمالي متكامل، وتصلح لوحاته للمتاحف والمعارض والمنشآت والقصور الخاصة للديكورات الداخلية وتتيح لمصمم الديكور الداخلي أو هاوي الفن أو المقتني أختيار اللوحات التي تتلائم مع ديكورات المكان الداخلي. يعتبر الفنان التشكيلي العالمي رأفت عدس هو مؤسس ورائد فن التجريد الزخرفي، حيث تتميز لوحاته بإتجاهين رئيسيين هو تجريد الأشكال وزخرفة الخطوط والألوان، وتتميز لوحاته بالألوان الصريحة مثل الأحمر، والأصفر، والأخضر، والأزرق، بجانب اللون الأسود والأبيض في تناغم جمالي تجريدي وزخرفي مع استخدام اللون الأسود في تحديد الأشكال في لوحاته، وتتميز لوحاته بالجمال الوظيفي حيث يمكن استخدامها في القصور والفيلات ومقارات المراكز العالمية الهامة بالتنسيق والتناغم مع الأثاث والديكورات في أعمال التصميم والديكور الداخلي لهذه المباني والقاعات.
كان التطور الآخر في تاريخ الفن في اتجاه بزوغ التيارات التجريدية والاستخدامات البارعة للخامات ومحاولات الاستقلال عن العالم الواقعى، على اعتبار أنه مصدر للموضوعات والأفكار. وتنشأ النظريات عن الطاقة الدرامية للخطوط الرأسأفقية وهكذا توصلت التجريدية إلى النتيجة النهائية لتنقية العالم الظاهري كبداية لقطع الرابطة بين الفنان والواقع تدريجيا. لقد شبه فاسيلى كاندنسكى أعماله في التصوير بالأعمال الموسيقية وكان يستخدم الألوان والأشكال المجردة وكأنها أنغام، وفي ذلك المجال تطورت تجاربه إلى أن تكشف لديه إمكانية الاستغناء عن الأشكال الطبيعية.
ومن أشهر الفنانين التجريديين في مصر الفنان محسن عطيه. وقد أكد على ذلك المعنى الناقد الفنى صلاح بيصار حين كتب في مقالته بعنوان من شفرات التجريد إلى مرافئ الدهشة، يقول من بين قلة قليلة من فنانينا ظل الفنان محسن عطيه مخلصاً للوحة التجريد، من بداية السبعينيات من القرن العشرين وحتى الآن مؤكدا على أن اللغة البصرية بما تحمل من رموز وما تعكس من خطوط وألوان وتراكيب وصيغ تبدو في شفرات تجريدية قادرة على أن تنقلنا إلى مرافئ الدهشة ومنافذ الحلم؛ خاصة وأعماله فيها من رحيق الأشياء وسحر الأزمنة والأمكنة بل وبقايا عناصر من روح الحياة ووشوشات النور للظلمة وهمس الموجودات، على الرغم من التلخيص الشديد والإيجاز والاختزال. لقد بزغت معالم أسلوبه فترة التسعينيات عام 1972 و1976، امتدت بمزيج من التعبيرية والتجريدية مع ومضات رمزية منذ اشتراكه في معارض جماعة الدعوة للآخر التي أقامت معظم معارضها في قاعات أتيليه القاهرة بوسط البلد، وفي معرضه الذي أقيم بقاعة إكسترا على نيل الزمالك فقد عمق محسن عطيه هذا الاتجاه إلى حد أن أصبح علامة من علامات فنه، ينساب بالنغمات اللونية أشبه بدرجات السلم الموسيقى، على اعتبار أن المذهب التجريدى في الرسم يسعى إلى البحث عن جوهر الأشياء والتعبير عنها في أشكال موجزة تحمل داخلها الخبرات الفنية والأشكال الرمزية التي تعانق الأسطورة خاصة. الرمز هو الصيغة المناسبة للتعبير عن الحقائق المجهولة مثلما أن الأسطورة تمثل استعارات من المظاهر الطبيعية، من أجل أن تعكس العالمين الداخلى والخارجى.
كان قد أعاد الفيلسوف نيتشه بمفهومه عن إرادة القوة والاعتبار الجسدى في مقابل الروحي، ووجه قوة الإرادة الإبداعية نحو جمالية الجسد أما ماليفتش الذي تميز بفنه غير الشخصي البسيط وغير المزخرف فقد أراد تصوير مالا يرى لقد عبر الفنان عن رغبته في أن تصبح الحداثة شكلاً لقوة الإنسان الذي يكرس طاقته من أجل خلق الأشكال الجديدة.

## المدرسة السيريالية
نشأت المدرسة السيريالية الفنية في فرنسا، وازدهرت في العقدين الثاني والثالث من القرن العشرين، وتميزت بالتركيز على كل ما هو غريب ومتناقض ولا شعوري. وكانت السيريالية تهدف إلى البعد عن الحقيقة وإطلاق الأفكار المكبوتة والتصورات الخيالية وسيطرة الأحلام. واعتمد فنانو السيريالية على نظريات فرويد رائد التحليل النفسي، خاصة فيما يتعلق بتفسير الأحلام. وصف النقاد اللوحات السيريالية بأنها تلقائية فنية ونفسية، تعتمد على التعبير بالألوان عن الأفكار اللاشعورية والإيمان بالقدرة الهائلة للأحلام. وتخلصت السيرالية من مبادئ الرسم التقليدية. في التركيبات الغربية لأجسام غير مرتبطة ببعضها البعض لخلق إحساس بعدم الواقعية إذ أنها تعتمد على الاشعور. واهتمت السيريالية بالمضمون وليس بالشكل ولهذا تبدو لوحاتها غامضة ومعقدة، وإن كانت منبعاً فنياً لاكتشافات تشكيلية رمزية لا نهاية لها، تحمل المضامين الفكرية والانفعالية التي تحتاج إلى ترجمة من الجمهور المتذوق، كي يدرك مغزاها حسب خبراته الماضية. والانفعالات التي تعتمد عليها السيريالية تظهر ما خلف الحقيقة البصرية الظاهرة، إذ أن المظهر الخارجي الذي شغل الفنانين في حقبات كثيرة لا يمثل كل الحقيقة، حيث أنه يخفي الحالة النفسية الداخلية. والفنان السيريالي يكاد أن يكون نصف نائم ويسمح ليده وفرشاته أن تصور إحساساته العضلية وخواطره المتتابعة دون عائق، وفي هذه الحالة تكون اللوحة أكثر صدقاً.
OUTMAN BEKERONI
ويدعو بيان السيرياليين الذي كتبه «أندريه بريتون» في باريس في 1924 إلى إطلاق سراح الخيال وكأن الإنسان في الرؤيا، يعود إلى فطرته البدائية فيرى العالم ليس إلا الغازاً تتبدى في صورة «رموز» لا يمكن تفسيرها إلا بمنطق ما فوق الواقع. إلا أن مفاهيم «فرويد» فد عملت على تحديد نوعية هذه «الرموز» عن طريق أبحاثه في الأحلام والتحليل النفسى والطاقات الحبيسة في عالم اللاوعى.لقد نادى «السيرياليون» بالتحرر من سيطرة العقل على الخيال؛ والمزاوجة المتعمدة بين العناصر المصورة.[*] ويلاحظ المشاهد للوحة الفنان محسن عطية بعنوان «بتعجل»[2008]التكديس الخلطى للعناصر [الخيالية الحالمة]، و[الإيماءات الرمزية] بإسلوبه المتميز الذي يستثمر التقنيةالأوتوماتية التي اشتهر بها السيرياليون مما ساهم في تقوية العناصر الإيهامية والخيالية المدهشة. وقد أظهر الفنان مقدرة في استحضار صور الذاكرة في أكثر أشكالها تجريدية وبداهة حدسية وصفاء ساحراً. ويود الفنان هنا أن يكشف بتلك الأشكال التجريديةعما وراء المرئى من منطلق أن المركز الحقيقى للمعرفة هو اللاوعى الداخلى.وعندما تنساب الألوان وتندفع على سطح اللوحة تبدو كأنها تلبى نداء الخيال وتتجاوب مع حرارة الشعور؛ فتسعف بالتشكيلات النصف بصرية المدهشة باحتمالات مجازاتها وإيحاءاتها وتشخصها لأفكار الفنان. وفي مقالة للناقدة الفنية«فاطمة على» كتبت: ولوحات الفنان «محسن عطيه» هي لوحات لون لتشكل الألوان ذاتها المشهد بين الواقعى والخيالى؛ ويبدو اللون على سطح لوحاته كأنه في حالة تحول كمادة كيميائية يتغير تركيبها بالكامل وخصائصها بأقل إضافة من أي مادة أخرى، كذلك اللون عنده في تحولاته مع أقل إضافة لبقعة لون تجد العمل بكامله يتحول وينساب. كان اللون يتدفق وينتشر فوق السطح، مكونا ما يراه اللون لنفسه دون أن يكون تفصيلياً أو وصفياً، لكننا ندرك هناك في الخلق أو من بين الثنايا يظهر «وجه امرأة» أو مجموعة لونية تشكل جسداً إنسانيا ؛[..]لتبدو لوحاته كمستودع زخم يأخذ منه الفنان مرتجلاً، لكن ما يأخذه هو يكون معدا مسبقاً وموجودا في «المستودع» ليصبح جاهزاًلأن يتناوله في أي وقت سواء ارتجالاً أو قصداً[**]وتمر لحظات «الصمت» التي يلتقط فيها الفنان أكثر من رؤية دفعة واحدة؛ ويعمل مفعول سحر الألوان حينما تقص أمام عين الفنان أسطورة الإدهاش المقدسة.

## المدرسة المستقبلية
بدأت المدرسة المستقبلية في إيطاليا، ثم انتقلت إلى فرنسا، وكانت تهدف إلى مقاومة الماضي لذلك سميت بالمستقبلية، واهتم فنان المستقبلية بالتغير المتميز بالفاعلية المستمرة في القرن العشرين، الذي عرف بالسرعة والتقدم التقني. وحاول الفنان التعبير عنه بالحركة والضوء، فكل الأشياء تتحرك وتجري وتتغير بسرعة.
وتعتبر المدرسة المستقبلية الفنية ذات أهمية بالغة، إذ أنها تمكنت من إيجاد شكل متناسب مع طبيعة العصر الذي نعيش فيه، والتركيز على إنسان العصر الحديث.
وقد عبر الفنان المستقبلي عن الصور المتغيرة، بتجزئة الأشكال إلا آلاف النقاط والخطوط والألوان، وكان يهدف إلى نقل الحركة السريعة والوثبات والخطوة وصراع القوى، قال أحد الفنانين المستقبليين «إن الحصان الذي يركض لا يملك أربعة حوافر وحسب، إن له عشرين وحركاتها مثلثية». وعلى ذلك كانوا يرسمون الناس والخيل بأطراف متعددة وبترتيب إشعاعي، بحيث تبدو اللوحة المستقبلية كأمواج ملونة متعاقبة.
وفي لوحة «مرنة» للفنان المستقبلي بوكشيوني التي رسمها عام 1912 م، يوحي الشكل في عمومه بإنسان متدثر بثياب فضفاضة ذات ألوان زاهية، يحركها الهواء، فتنساب تفاصيلها في إيقاعات
الانطباعية
الانطباعية أو التأثرية (بالإنجليزية: Impressionism) هي مدرسية فنية أوجدت في القرن التاسع عشر. اسم الحركة مستمد من عنوان لوحة للرسام الفرنسي كلود مونيه، (انطباع شروق الشمس soleil levant)التي قام بإنجازها عام 1872 م، ولما كان من أول من استعمال هذا أسلوب جديد من التصوير، فقد اشتق اسم المدرسة الجديدة من اسم لوحته: الانطباعية.
وهو أسلوب فني في الرسم يعتمد على نقل الواقع أوالحدث من الطبيعة مباشرة وكما تراه العين المجردة بعيداً عن التخيّل والتزويق وفيها خرج الفنانون من المرسم ونفذوا أعمالهم في الهواء الطلق مما دعاهم إلى الإسراع في تنفيذ العمل الفني قبل تغّير موضع الشمس في السماء وبالتالي تبدّل الظل والنور، وسميت بهذا الاسم لأنها تنقل انطباع الفنان عن المنظر المشاهد بعيداً عن الدقّة والتفاصيل.
من خصائصها محاولة تسجيل الانطباعات المرئية المتغيرة ونقلها عن الطبيعة مباشرة. وقد برع التأثريون في تصوير ضوء الشمس، وابتدعوا التصوير في الهواء الطلق بدأت الحركة (1870) وفقدت كثير من أنصارها (1880)، ولكنها لم تشتهر إلا (1890) بعد أن تخلى عنها أغلب أقطابها. كان أبرز رواد الحركة: مونيه، وسيزلى، وبيسارو، وشارك فيها رينوار وديجا، واتصل بها لفترة قصيرة سيزان ومانيه. وبالرغم من أن التأثرية باعتبارها مذهباً مرئياً محدود الأهداف لم تعش طويلاً، فقد أشاعت موجة من التحرر في الفن. ويستخدم مصطلح " تأثرية " في موسيقى القرن 19 أيضاً. حيث يتجلى انعكاس التأثرية على أعمال ديبوسي " المدرسة الفرنسية "، كما يظهر إلى حد ما في أعمال رافيل وفي الموسيقى الإسبانية عند فالا. ويطلق اصطلاح " ما بعد التأثرية على أعمال مجموعة من المصورين الفرنسيين في أواخر القرن 19، أرادوا تطبيق بعض خصائص التأثرية وتوجيهها نحو فن أكثر ذاتية. وتشمل المجموعة: سيزان، وفان جوخ، وجوجان.